# Westerholtsfelde (Bad Zwischenahn)
Westerholtsfelde-Süd ist ein Ortsteil der Gemeinde Bad Zwischenahn im niedersächsischen Landkreis Ammerland. Er grenzt im Nordwesten an Aschhausen, im Norden an das zur Gemeinde Wiefelstede gehörende Westerholtsfelde-Nord, im Osten an Wehnen, im Süden an Petersfehn I und im Südwesten an Kayhauserfeld.

## Geschichte
Die Moorgebiete von Westerholtsfelde wurden erst in der ersten Hälfte des 19. Jahrhunderts kolonisiert und sind bis heute dünn besiedelt. Bis 1860 gehörte der Ort zur Bauerschaft Neuenkruge. Im Rahmen der letzten Oldenburgischen Verwaltungsreform 1933 wurde er entlang der Straße von Bad Zwischenahn nach Oldenburg, der heutigen Landesstraße 815 bzw. Kreisstraße 137 geteilt, und der südliche Teil ging an die Gemeinde Bad Zwischenahn.

## Verkehr
Westerholtsfelde ist durch die Buslinie Oldenburg–Westerstede im VBN an den ÖPNV angebunden. Über die Anschlussstelle Neuenkruge der Autobahn 28 ist der Ort an das Fernstraßennetz angeschlossen.